# Fase española de la Copa de las Regiones UEFA 1997-98
La Fase española de la Copa de las Regiones UEFA 1997-98 es la primera edición del campeonato que sirve para definir el representante de España a la Copa de las Regiones de la UEFA, donde el campeón participará en la edición de 1999.

## Fase final
| | Madrid | vs. | No necesario |  |  |
| La selección de Madrid fue enviada directamente por la RFEF sin necesidad de jugarse ningún partido del campeonato. |        |     |              |  |  |

| Predecesor: – | Copa de las Regiones Madrid I Edición | Sucesor: Madrid |